# Dendronephthya malabarensis
Dendronephthya malabarensis är en korallart som beskrevs av Henderson 1909. Dendronephthya malabarensis ingår i släktet Dendronephthya och familjen Nephtheidae. Inga underarter finns listade i Catalogue of Life.